# Yossi
Yossi (La Storia di Yossi, Ha-Sippur Shel Yossi, traslitterazione dell'ebraico הסיפור של יוסי) è un film drammatico prodotto dallo Stato di Israele nel 2012, diretto da Eytan Fox. La pellicola è il sequel di Yossi & Jagger. Ambientata dieci anni dopo la fine del primo film, segue la vita di Yossi, che non ha ancora superato la morte dell'amante.

## Trama
Yossi ha quasi 34 anni e lavora come cardiologo in un ospedale di Tel Aviv. Non presta più servizio nell'esercito e non ha ancora superato la morte di Jagger, avvenuta esattamente dieci anni prima. Spende tutte le sue energie nel lavoro e, quando non è in servizio, passa il tempo a guardare pornografia gay.
Varda, la madre di Jagger, si presenta in ospedale per una radiografia. Yossi fa finta di non riconoscerla, arrivando a negare esplicitamente di sapere chi sia la donna. Al termine della visita, le offre però un passaggio a casa. Durante il viaggio, Varda gli dice di aver avuto un figlio che è stato ucciso in Libano, e gli mostra la sua foto.
In cerca di incontri sessuali, Yossi si iscrive a un sito web di dating, utilizzando però una sua vecchia fotografia. Il suo primo appuntamento rimane deluso: Yossi è visibilmente più vecchio e pesante del ritratto su Internet. Incapace di rivelare la sua sessualità ai colleghi di lavoro, Yossi si ritrova a passare una serata con uno di loro, il bisessuale Moti. L'uomo vuole festeggiare il suo divorzio con una notte brava: rimorchia una ragazza e la porta da Yossi, nel tentativo di avere un rapporto a tre. Ma Yossi fugge e passa la notte in macchina.
Il giorno dopo si reca da Varda, rivelando a lei e al marito la sua relazione con loro figlio. Varda non la prende bene, ma il marito ne è toccato e permette a Yossi di dare un'occhiata alla camera di Jagger.
Yossi decide di lasciare Tel Aviv per una vacanza improvvisata nel sud, verso la costa del Sinai. Per strada incontra quattro giovani soldati che hanno perso il loro trasporto. Yossi dà loro un passaggio all'hotel Eilat. I soldati lo invitano a rimanere con loro nell'hotel. Yossi s'interessa a Tom, uno dei quattro, che è apertamente gay. Durante uno spettacolo della cantante Keren Ann, i due cominciano a parlare. Poi vanno sul lungomare e si baciano. Cercano di avere un rapporto sessuale, ma litigano, solo per riappacificarsi poco dopo.
Arrivati al Sinai, Tom dice che potrebbero rimanere lì insieme. Yossi accetta.